# Nycteola costimaculana
Nycteola costimaculana är en fjärilsart som beskrevs av Obraztsov 1953. Nycteola costimaculana ingår i släktet Nycteola och familjen trågspinnare. Inga underarter finns listade i Catalogue of Life.